# Черни небеса
„Черни небеса“ (на английски: Dark Skies) e американски научнофантастичен сериал, базиран на конспиративната теория за НЛО.
Успехът на „Досиетата Х“ по Fox предполага, че има достатъчно голяма аудитория за научнофантастични сериали. В резултат на което NBC предлага на продуцентите Брент Фрайдмън и Брайс Зейбъл да създадат конкурентен сериал. Двойният пилотен епизод, със слоган „Историята каквато я знаем, е лъжа“, е излъчен на 21 септември 1996 г.

## Сюжет
Внимание:  Текстът по-долу разкрива сюжета на произведението (или части от него)!
Действието се развива през 60-те години на XX век. Младия помощник на конгреса Джон Лонгърд, случайно разбира, че през 1947 г. правителството на САЩ е имало контакт с извънземни, които са заявили, че ще завладеят планетата. Космическия им гораб е свален, а всяка информация - засекретена. За борбата с извънземната заплаха бива създаден тайния проект Маджестик-12, който получава огромни правомощия. Джон и неговата приятелка Кимбърли, се опитват да направят тази информация публична.
Сериала е прекратен поради нисък рейтинг, преди края на първи сезон и края на сюжета остава неизвестен. Създателите на сериала първоначално планират той да е от 5 сезона. Според плановете на Зейбъл и Фрайдмън, първи сезон (с подзаглавие „Официално отричане“) се отнася за годините 1961–1969, втори („Прародител“) 1970–1976, трети („Покритие от страх“) 1977–1986, четвърти („Нов световен ред“) 1987–1999, и пети последен („Удар в полунощ“), който трябва да обхване последен, апокалиптичен сблъсък с нашествениците на прага на новото хилядолетие 2000–2001.

## Исторически събития и личности в сериала
В сюжета са включени редица събития (Розуелски инцидент, убиството на Джон Кенеди, Виетнамската война и др.) и исторически личности (Робърт Кенеди, Лий Харви Осуалд, Бийтълс, Мерилин Монро и др.) В почти всички епизоди има и автентични кадри.

## Герои
- Ерик Клоус – Джон Лонгърд
- Мегън Уорд – Кимбърли Сайърс
- Джей Ти Уолш – Капитан Франк Бак
- Тим Келехър – Джим Стийл
- Конър О'Фаръл – Фил Албано
- Чарли Ланг – Д-р Халигън
- Джери Раян – Джулиет Стюърт
- Джеймс Кели – Робърт Кенеди